# Saint-Sylvère
Saint-Sylvère es un municipio canadiense situado en la provincia de Quebec.

## Superficie
Saint-Sylvère tiene una superficie de 86,3 km².

## Demografía
En 2021, tenía 786 habitantes, una densidad poblacional de 9,1 hab./km², y 367 viviendas.